# شاه‌بلوط چینی
شاه‌بلوط چینی (نام علمی: Castanea mollissima) نام یک گونه از سرده شاه‌بلوط است.